# Prasutagus
Prasutagus var konge af icenerne, en keltisk stamme i dagens Norfolk i England. Han sad ved magten, da romerne under kejser Claudius invaderede de britiske øer i 43, og fordi han indledte et samarbejde med dem, blev icenernes rige et klientkongedømme i romersk Britannien.
Han var gift med Boudicca, der som enke i år 61 ledede icenerne i et voldsomt oprør mod romerne.